# Instituto Nacional de Rehabilitación Pedro Aguirre Cerda
El Instituto Nacional de Rehabilitación Pedro Aguirre Cerda (INRPAC) es un recinto hospitalario público de alta complejidad, centro de referencia nacional para tratamientos de rehabilitación a niños y jóvenes con discapacidad, que forma parte de la red asistencial del Servicio de Salud Metropolitano Oriente, ubicado en la comuna de Peñalolén, Santiago, Chile.

## Historia
Bajo el alero de una congregación religiosa fue fundado en 1920 como sanatorio para la atención de tubercolosos, para luego pasar a orientar su trabajo a la rehabilitación de personas con secuelas de poliomielitis. En los años 1940 tomó el nombre del presidente Pedro Aguirre Cerda.
En 1955 el recinto pasó a formar parte del Servicio Nacional de Salud, y se reorganizó como centro especializado en rehabilitación infantil, y desde los años 1960 se considera como centro de referencia nacional.
En 1998 se transformó en el Instituto Nacional de Rehabilitación, y se le sumaron las funciones de investigación clínica, docencia y extensión.